# Lijst van bekende katten
Deze lijst van bekende katten bevat voorbeelden van katten die op enigerlei wijze bekend zijn geworden.

## Door hun eigenaar bekende katten
- Bob - de kat van schrijver James Bowen en het onderwerp van zijn boek A Street Cat Named Bob en de gelijknamige film
- Choupette - kat van modeontwerper Karl Lagerfeld, die vaak met hem mee ging
- Humphrey - woonde als muizenvanger in de Britse ambtswoning Downing Street
- Mouschi - de kat van Peter van Pels, die samen met Anne Frank in het Achterhuis woonde
- Muezza - de lievelingskat van Mohammed
- Snoetje en Pluisje - de poezen van Geert Wilders, die een eigen Twitteraccount hebben
- Socks - was de kat van de familie Clinton tijdens Bill Clintons periode als president

## Katten die bekend zijn op internet
- Gary - een avontuurlijke kat die zijn belevenissen deelt op Instagram
- Grumpy Cat - is een internetmeme geworden
- Lil Bub - internethit waarvan de tong uit de mond hangt
- Mittens - Turkse Angora uit Nieuw-Zeeland
- Thor - Bengaalse kat die bekend is op Instagram

## Katten die bekend zijn op televisie
- Abatutu - Nederlands kat die in verschillende films speelt
- Boterbloem - (Eng.: Buttercup) kat van Primrose Everdeen uit The Hunger Games
- De katten uit de musical Cats en de daarop gebaseerde film
- Chui - zus van Abatutu die ook actrice is
- Dasha - leider van The Savitsky Cats, een groep getrainde katten die hun kunsten hebben laten zien in America's Got Talent. Komt ook voor in de Netflix documentaire 'Inside the mind of cats'.
- Don Corleone's kat - de kat met onbekende naam van het personage Don Corleone uit The Godfather
- Frummel - zwart kitten uit de kerstreclame van de Staatsloterij
- Goose - een buitenaards wezen uit de MCU (Flerken) met het uiterlijk van een kat. Zij is op aarde gebracht door Mar-Vell en later geadopteerd door Nick Fury.
- Imperia - lapjespoes die voorkomt in enkele werken van Louis Couperus
- Knikkebeen - (Eng.: Crookshanks) kat van Hermelien Griffel uit de Harry Potter boek- en filmreeks
- Minoes - kat die in een vrouw verandert in de gelijknamige Nederlandse film
- Mevrouw Norks - (Eng. Mrs. Norris) kat van Argus Vilder uit Harry Potter
- Orangey - een kat die in verschillende films en televisieseries speelde, waaronder The Diary of Anne Frank en Breakfast at Tiffany's
- Salem - zwarte kat uit Chilling Adventures of Sabrina
- Sissy - Birmaanse kat uit de film De Ongelofelijke Reis
- Snowbell - kat uit de film Stuart Little
- Spot - kat van Luitenant Data uit Star Trek: The Next Generation

## Animatiekatten
- Azraël - kat van Gargamel in De Smurfen
- Berlioz - kitten uit De Aristokatten
- Billy the Cat - van de gelijknamige tekenfilmserie
- Buurpoes - kat uit de kinderserie Woezel & Pip
- Cat - kat uit de tekenfilmserie CatDog
- Chloe - dikke cyperse kat uit Huisdiergeheimen en Huisdiergeheimen 2
- Clara Cat - Een personage uit de verhalen van Bruintje Beer.
- Dikkie Dik - de kat uit de gelijknamige kinderboekjes
- Dina - katje van Alice uit Alice in Wonderland
- Duchess - moederkat uit de Aristokatten
- Felix - bekende kat van het gelijknamige kattenvoermerk
- Felix the Cat - het hoofdpersonage uit de gelijknamige animatieserie
- Figaro - katje van Gepetto in Pinokkio en later huisdier van Minnie Mouse
- Fritz the Cat - het hoofdpersonage uit de gelijknamige undergroundstripreeks van Robert Crumb
- Garfield - dikke, rode kat uit de gelijknamige strips en films
- De Gelaarsde Kat - sprookjesfiguur. Ook bekend als Puss in Boots bij Shrek
- Gumball Watterson - Een blauwe, 12-jarige kat. Het hoofdpersonage uit de Cartoon Network serie The Amazing World of Gumball
- Heatcliff - kat uit de gelijknamige strips en tekenfilms uit de jaren 90
- Hello Kitty - wit katje uit de gelijknamige Japanse serie. Er bestaan ook heel veel merchandise artikelen van Hello Kitty.
- Julius the Cat - kat uit de Alice Cartoons
- Kolderkat (Eng.: Cheshire Cat) - rare kat uit Alice in Wonderland
- Krazy Kat - kat uit de gelijknamige stripreeks
- Loedertje - kat die voorkomt in de strips van Jan, Jans en de kinderen
- Lucifer - kat uit Assepoester
- Marie - kitten uit De Aristokatten
- Oliver - kat uit Oliver & Co.
- Ozone - Sphynx kat uit Huisdiergeheimen
- Pepijn de Kater - figuur uit de Fabeltjeskrant. Kwam voor in 1968.
- Plotikat - in sommige Donald Duck strips de handlanger van Boris Boef
- Poekie Poes - kat uit kinderboekje van Beatrix Potter
- RedCat - kat uit verschillende educatieve computerspellen
- Reginald - kat uit Huisdiergeheimen
- De Rode Kater - dikke, rode kater uit de strips van Jan, Jans en de kinderen
- Scratchy - de kat uit The Itchy & Scratchy Show, de fictieve animatieserie in The Simpsons
- Sergeant Tibbs - kat uit 101 Dalmatiërs
- De Siamese Tweeling - de Siamese katten Si en Am uit Lady en de Vagebond
- Siepie - kat van Jip en Janneke
- Simon's Cat - Gezette, witte kat uit de gelijknamige boeken en internet animatieserie.
- Sluw de Kater - handlanger van Jantje Fatsoen uit Pinokkio
- Stimpy (Stimpson J. Cat) - de kat uit de animatieserie The Ren & Stimpy Show
- Sylvester - kat van de Looney Tunes
- Thomas O'Malley - straatkat uit De Aristokatten
- Tom - kat uit Tom & Jerry
- Tom Poes - stripfiguur van Marten Toonder
- Top Cat (T.C.) - kat uit de gelijknamige animatieserie
- Toulouse - kitten uit De Aristokatten

## Mythologische en heilige katten
- Bastet - Egyptische godin die afgebeeld wordt als kat

## Overige bekende katten
- CC - de eerste gekloonde kat
- Félicette - eerste kat in de ruimte
- Omar - deze Australische Maine Coon is de grootste kat ter wereld
- Oscar - kat die in een bejaardentehuis op het bed sprong van mensen die spoedig zouden overlijden. Mogelijk rook het dier dit.
- Schrödingers kat - de kat uit het gedachte-experiment van Erwin Schrödinger
- Stubbs - was 10 jaar lang burgemeester van Talkeetna in Alaska
- Tybeert - Kater uit het Middelnederlandse dierdicht Van den vos Reynaerde
- Unsinkable Sam - scheepskat uit de Tweede Wereldoorlog